# Paraliparis rossi
Paraliparis rossi är en fiskart som beskrevs av Chernova och Charles Rochester Eastman 2001. Paraliparis rossi ingår i släktet Paraliparis och familjen Liparidae. Inga underarter finns listade i Catalogue of Life.